# EDI
Transferul electronic de date (abreviat EDI după en. Electronic Data Interchange) este o tehnologie care facilitează transferul de date între doi sau mai mulți parteneri de afaceri fără a mai utiliza suportul de hârtie și serviciul de mesagerie. Datele se prezintă sub un format de tip XML și respectă anumite standarde.
 
Tehnologia EDI este folosită din ce în ce mai des de companii internaționale, în principal datorită avantajelor majore pe care le aduce în colaborarea cu anumite lanțuri internaționale. Anumite companii chiar impun utilizarea EDI de către partenerii lor de afaceri. 
Baza procesului de schimb electronic de informații îl reprezintă transferul a diverse documente sau informații între computerele companiilor partenere. Tehnologia EDI înlocuiește practic transmiterea sub formă de fax sau hârtie a diverselor documente rezultate în relația comercială. În transferul de informații se folosesc formate XML, bazate pe standarde acceptate pe scară largă. 
Tehnologia EDI este folosită de multe companii din industrii variate, datorită eficientizării schimbului de documente operative cu parteneri și furnizori. EDI este cel mai des întâlnit în marile lanțuri de International Key Accounts (IKA). IKA solicită partenerilor și furnizorilor să integreze în relația cu ei sisteme de tip EDI. Documentele standard, care se utilizează în activitatea de zi cu zi în relația cu partenerii pot fi transferate între sisteme informatice diferite, cu minim de intervenție umană, automatizând procese și fluxuri de informație. 
Standardizarea și eficientizarea schimburilor comerciale reprezintă o condiție cerută de marile lanțuri de hypermarketuri în relația cu furnizorii. Astfel, procesul de schimb de informații și documente în format electronic vine cu avantaje evidente la nivel de costuri:
- Eliminarea suportului fizic (hârtia)
- Reducerea considerabilă a timpilor de lucru necesari
- Eliminarea erorilor cauzate de manipularea documentelor

De asemenea, tranzacțiile de tip EDI între companii sunt mult mai rapide și mai sigure decât transferul clasic al documentelor. Viteza de transfer se reflectă astfel în:
- Rotația mai rapidă a stocurilor
- Utilizarea eficientă a spațiilor de depozitare
- Creșterea calității relației cu IKA
- Creșterea performanțelor în raportare
- Acuratețe în preluarea comenzilor și managementul documentelor
- Flexibilitate extinsă în schimbul de informații în timp real

În relațiile comerciale dintre parteneri, tehnologia EDI este de obicei integrată cu sistemele informatice de management al afacerilor utilizate de acestia, permițând un control mai amplu al schimburilor de documente cu partenerii.